# Pony Canyon

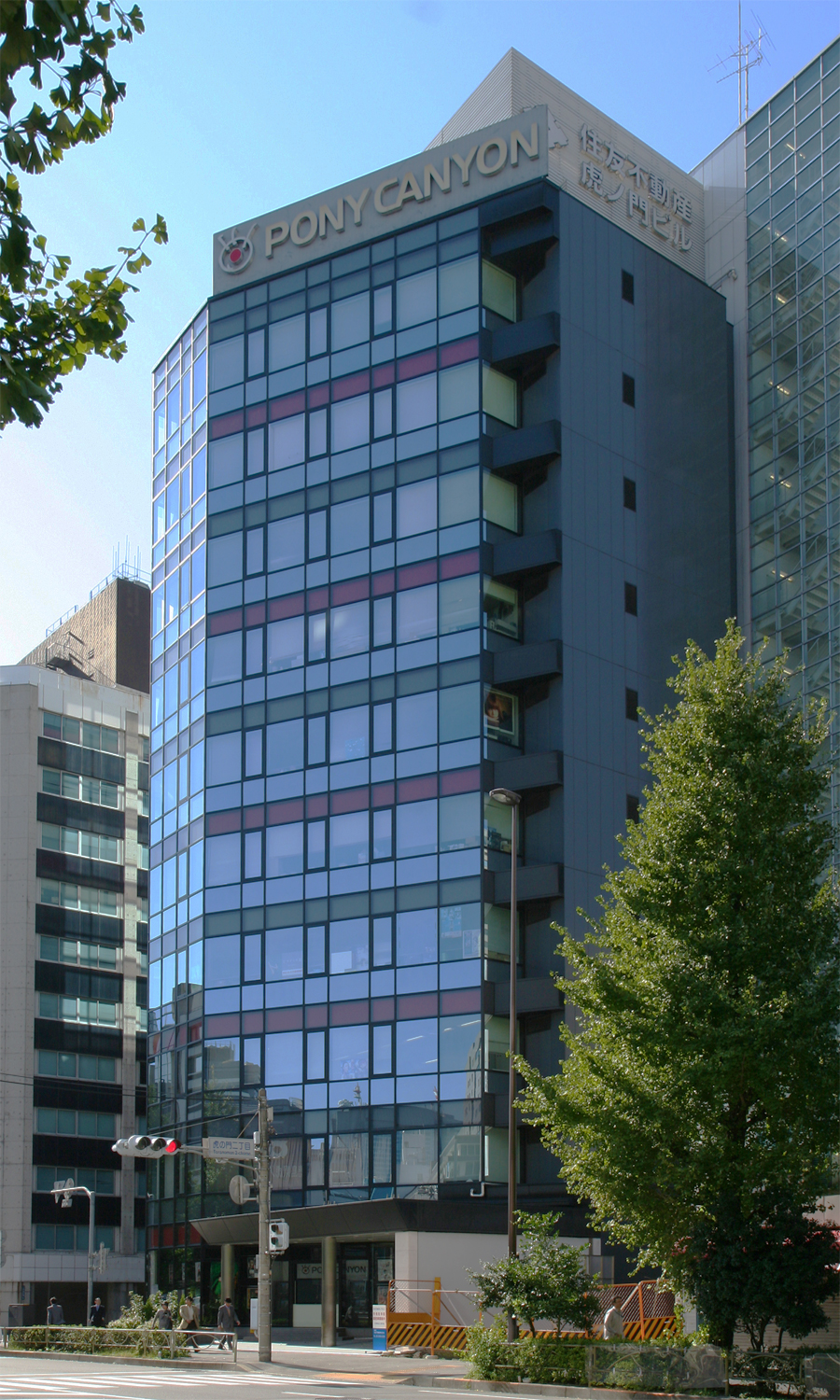
Hauptbüro von Pony Canyon in Minato, 2008.

Pony Canyon (株式会社ポニーキャニオン Kabushiki gaisha Ponī Kyanion) ist ein japanisches Medienunternehmen, welches am 1. Oktober 1966 gegründet wurde und seinen Hauptsitz in Minato, einem Bezirk in der Präfektur Tokio, hat.
Das Unternehmen produziert und veröffentlicht Musik, Filme und Videospiele. Pony Canyon gehört zur japanischen Fujisankei Communications Group. In der japanischen Musikindustrie zählt Pony Canyon zu den kommerziell erfolgreichsten Labels.
Pony Canyon betrieb zeitweise Zweigstellen in Südkorea, Hongkong, Taiwan und Malaysia.

## Geschichte
Am 1. Oktober 1966 eröffnete Nippon Broadcasting System eine Musiklabelabteilung unter dem Namen  Nippon Broadcasting System Service, Inc., um Musik von japanischen Künstlern zu produzieren und zu vermarkten. Im Jahr 1970 änderte das Label seinen Namen zunächst in Pony, Inc. um sich an die zuvor genutzten Marken anzupassen. Diese waren PONYPak, Musikkassetten mit acht Titeln, die ab 1967 verwendet wurden und PONY, Kassetten, die ab 1968 genutzt wurden.
Am 1. August 1970 wurde mit Canyon Records ein weiteres Musiklabel eröffnet. Genau wie Pony gehörte auch Canyon Records zu der Fujisankei Communications Group. Finanziell wurde Canyon Records zu 60 % von Pony und 40 % von dessen Mutterunternehmen Nippon Broadcasting System unterstützt. Pony und Canyon Records fusionierten am 21. Oktober des Jahres 1987 und firmieren seither unter dem Namen Pony Canyon.
Im Jahr 1982 stieg Pony in die Computerspielbranche ein und produzierte unter dem Label Ponyca Computerspielsoftware. Zwei Jahre später erreichte das Unternehmen Lizenzvereinbarungen mit mehreren großen, internationalen Unternehmen wie MGM Home Entertainment, Vestron Video, Walt Disney Studios Home Entertainment und BBC Studios Home Entertainment. Im Jahr 1985 eröffnete das Unternehmen Zweigstellen in New York City und London. Es folgten Vereinbarungen mit A&M Records im Jahr 1986 und Virgin Records drei Jahre später um die CD-Veröffentlichung der Künstler von Pony Canyon international zu vermarkten und zu vertreiben.
In den 1990er-Jahren wurden Zweigstellen in Singapur, Taiwan, Südkorea, Malaysia und Hongkong eröffnet, wovon vier Büros im Zuge der Asienkrise wieder geschlossen werden mussten, sodass zwischenzeitlich nur die malaysische Zweigstelle weiterbetrieben werden konnte. Die Operationen in Hongkong und Südkorea wurden später wieder aufgenommen. Im Jahr 2003 wurden die Zweigstellen in Hongkong und Taiwan von Forward Music übernommen. Seit 2018 hat Pony Canyon wieder eine eigene Zweigstelle.
Als Videospielproduzent veröffentlichte das Unternehmen die Ultima-Spieleserie für die NES. Zwischen 1986 und 1990 produzierte Ponyca Remakes der ersten vier Spiele der Ultima-Reihe. Diese wiesen neu geschriebenen Spielcode sowie eine verbesserte Grafik auf. Die Spiele, die Pony Canyon produzierte, wurden von Fujisankei Communications International in Nordamerika veröffentlicht. Das letzte von Pony Canyon produzierte Videospiel, Virtual View: Nemoto Harumi, erschien im Juli 2003 für die PlayStation 2.
Ab und zu war das Unternehmen an Filmproduktionen beteiligt. So war Pony Canyon als co-produzierendes Unternehmen an der Entstehung des indischen Erotikfilms Kama Sutra: A Tale of Love beteiligt.
Im Jahr 2006 wurde Fuji Television nach einer Fusion des Mutterkonzerns Nippon Broadcasting System zum neuen Hauptanteilseigner von Pony Canyon; ein Jahr später wurde Pony Canyon schließlich gänzlich von Fuji Television übernommen. Obwohl Pony Canyon zu Fuji Television gehört, sind manche Film- und Serientitel des Unternehmens nicht in der Medienbibliothek des Fernsehsenders vorhanden, so zum Beispiel sämtliche Filme des Doraemon-Franchises.
Im September des Jahres 2014 eröffnete das Vertriebslabel Pony Canyon USA, welches das Ziel verfolgt, seine lizenzierten Titel für den US-amerikanischen und kanadischen Streaming- und Heimvideomarkt zu veröffentlichen. Vertrieben und vermarktet werden Heimvideoveröffentlichungen von Pony Canyon USA durch Right Stuf.

## Künstler (Auswahl)
| - aiko - Akari Kitō - Alyssa Milano - Arashi - Asriel - Aya Ueto - Ayana Taketatsu - Bananarama - Band-Maid - Blood Stain Child - Buono! - Crayon Pop - Cute - Dreamcatcher | - Ebisu Muscats - Fahrenheit - Glay - Hiro Shimono - Jang Keun Suk - Jun Fukuyama - Kaori Ishihara - Kana Hanazawa - Kikuko Inoue - Maaya Uchida - MC Sniper - Milky Bunny - Miyuki Nakajima - Nature | - Official Hige Dandism - Onyanko Club - OxT - Paradise Lost - Sexy Zone - Sayuri Ishikawa - SiM - Sound Horizon - Van Ness Wu - Weather Girls - W-inds. - World Order - Yōko Hikasa - Yukiko Okada - Zeebra |

## Veröffentlichungen (Auswahl)

### Anime-Fernsehserien
Dies ist ein Auszug von Anime-Fernsehserien, die von Pony Canyon USA für den nordamerikanischen Markt lizenziert wurden.
| - Clean Freak! Aoyama-kun - Cute High Earth Defense Club Love! - DAYS - Denkigai no Honya-san - Etotama | - Garakowa: Restore the World - Kuromukuro - Lance N’ Masques - The Lost Village - The Quintessential Quintuplets | - Rokka no Yūsha - Sanrio Boys - Sound! Euphonium - Welcome to the Ballroom - Yuki Yuna Is a Hero |

### Videospiele
Dies ist ein Auszug der entwickelten oder verlegten Spiele durch Pony Canyon.
| - Attack Animal Gakuen - Bubble Ghost - Dr. Chaos - Final Justice - Hydlide - Jungle Wars 2 – Kodai Mahou Ateimos no Nazo - Kabuki-chō Reach Mahjong: Tōpūsen | - Lunar Pool - Onita Atsushi FMW - Onyanko Town - Penguin Land - Phantom Fighter - Pit Fall - Shiroi Ringu he | - Super Pitfall - Tasmania Story - Ultima I: The First Age of Darkness - Ultima II: The Revenge of the Enchantress - Ultima III: Exodus - Ultima IV: Quest of the Avatar - Zanac |